# Ambiorix (persoon)
Ambiorix was ten tijde van Julius Caesars verovering van Gallië samen met Catuvolcus koning van de Gallische stam de Eburonen, die zouden hebben geleefd "tussen Maas en Rijn", in gedeelten van het huidige Nederland en België (Kempen, Luik (provincie), beide Limburgen) en Duitsland (Roer, zijrivier van de Maas). Hij werd vanaf de 19e eeuw een mythische Belgische held vanwege zijn verzet tegen de Romeinen, zoals dat beschreven staat in Caesars Commentarii de bello Gallico.

## Voorgeschiedenis
Toen in 57 v.Chr. Julius Caesar Gallië veroverde vielen zijn troepen ook Belgica binnen. (Het gebied bestreek ongeveer het huidige België en een stuk van Nederland tot aan de Rijn). Belgica werd toen bewoond door verschillende stammen die regelmatig oorlog tegen elkaar voerden. Dit vond in heel Gallië plaats. Diverse archeologische vondsten uit de ijzertijd van zwaar toegetakelde lichamen en indrukwekkend, ijzeren wapentuig bevestigen dit. Het bevestigt de conclusie van Julius Caesar dat Gallische stammen oorlog voerden met elkaar.
De stam der Eburonen werd geregeerd door Ambiorix en de oudere Catuvolcus, die de macht deelden als koning. In 54 v.Chr. moest Caesar zijn troepen dringend opnieuw van bevoorrading voorzien. Hij legde in de nazomer van dat jaar tijdens de landdag in Samarobriva (Amiens) dan ook een bijkomende belasting op aan de aanwezige Gallische koningen. Caesar verplichtte de Gallische bevolking een deel van hun oogst aan zijn leger af te staan. De Romeinen namen vooral graan in beslag.
Zowel Catuvolcus als Ambiorix waren aanwezig op de landdag in Samarobriva van 54 v. Chr. Beide koningen namen de instructies van Caesar mee naar hun bevolking en legden hen deze voor. Omdat de oogst dat jaar te mager was geweest, moeten leden van de stam al van mening zijn geweest dat Caesars eisen buitensporig en onredelijk waren. Aangezien bronnen geen melding maken van een weerstand tegen deze maatregel, kunnen we aannemen dat de stam akkoord ging met Caesars eisen.

## De Opstand
Volgens Caesar meldden Catuvolcus en Ambiorix zich daarop volgend met de gewenste lading graan "aan de grens van hun rijk", vermoedelijk ergens op de grens van het huidige Zuid-Nederland en Duitsland. Beide koningen wilden zich melden bij Caesars onderbevelhebbers Lucius Aurunculeius Cotta en Quintus Titurius Sabinus. Beide officieren waren mogelijk reeds permanent gelegerd met één legioen en vijf cohorten in de hoogteburcht (oppidum) Atuatuca. Nog voordat Catuvolcus en Ambiorix het graan overdroegen overhandigden boodschappers van de stam van de Treveren een boodschap van de Treveerse koning Indutiomarus aan Catuvolcus en Sabinus. Naar aanleiding van die boodschap onthielden beide koningen zich van hun Romeinse plicht en riepen al hun mannen te wapen tegen de Romeinse bezetter.
Op een dag vielen Ambiorix en enkele van zijn mannen een groepje Romeinen aan die buiten hun kamp te Atuatuca hout waren gaan sprokkelen en moordden het merendeel van hen uit. De overlevende legionairs vluchtten terug naar hun kamp waarna Ambiorix de achtervolging inzette. Beide Romeinse officieren riepen alle Romeinse soldaten "op de wal" ter verdediging van het kamp, en aan een van de uitgangen van het kamp deden Spaanse ruiters een succesvolle uitval tegen de Belgische troepen. De Romeinse overmacht bleek te groot en de Eburoonse strijders trokken zich terug.
Daarop nam de Eburoonse strijdmacht een onderhandelingspositie in en gaf aan met Romeinse officieren te willen praten. Sabinus en Cotta zonden twee Romeinse gezanten: Gaius Arpineius en Quintus Junius. Junius was afkomstig uit Spanje en had volgens Caesar al eerder met Ambiorix gesproken. Ambiorix legde uit dat hij geen problemen had met de Romeinen en Caesar zelfs dankbaar was voor eerherstel van zijn familie en aan hem een kwijtschelding van een belastingplicht bij zijn buurstam Atuatuci te danken had. Ambiorix gaf aan blij te zijn met hun komst omdat zijn stam zo geen last had van andere stammen in de streek. Toen de Romeinse gezant Arpineius hem voorhield dat Ambiorix' mannen enkele Romeinse soldaten hadden omgebracht en hadden gedreigd om ook de rest van de houtsprokkelaars om te brengen, wierp Ambiorix hem tegen dat hij geen macht had over zijn mannen. Volgens de Eburoonse koning opereerden zijn mannen min of meer voor zichzelf en kon hij niet instaan voor hun handelen.
Hij waarschuwde de kampleiders Sabinus en Cotta dan ook dat enkele andere eenheden van zijn stam wel van plan waren om hen aan te vallen en zelfs hulp zouden krijgen van hordes Germaanse stammen die de Rijn inmiddels waren overgestoken. Hij raadde hen aan om naar een ander kamp te trekken om zich bij de Romeinse soldaten die daar gelegerd waren aan te sluiten. Op die manier zouden ze sterker staan. Hij beloofde hen ook dat hij hen bij hun uittocht met rust zou laten. Ambiorix bedoelde naar alle waarschijnlijkheid het kamp van Quintus Tullius Cicero in de Belgische Ardennen, dat hij na de herovering van Atuatuca ook zou belegeren.

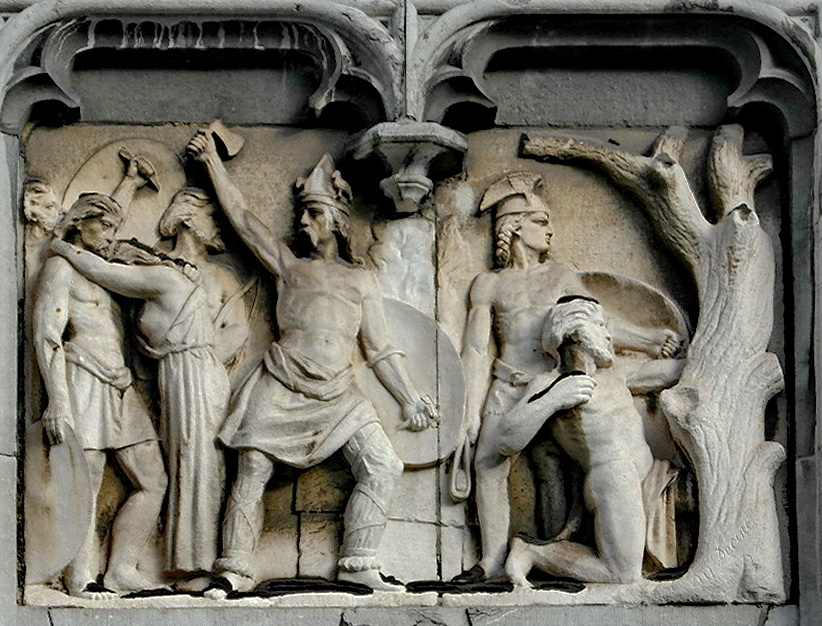
Reliëf met Ambiorix aan de gevel van het Paleis van de Prins-bisschoppen te Luik

Sabinus en Cotta vergaderden de hele nacht over wat ze zouden doen. Sabinus vertrouwde Ambiorix en achtte het beter om te vertrekken, terwijl Cotta liever in het kamp bleef en de aanval afwachtte. Ze raakten het maar niet eens en op zeker moment zou Sabinus met zijn vuist op tafel hebben geslagen en besloten hebben dat ze in het kamp zouden blijven, maar dat het niet zijn schuld zou zijn als ze daardoor allemaal de dood zouden vinden.
Toch was niemand in het kamp er gerust op en besloten ze de volgende dag toch te vertrekken. De twee dichtstbijzijnde Romeinse legioenplaatsen lagen enerzijds achter heuvelachtig terrein en anderzijds achter een vlakte langs de vallei van de Jeker. Sabinus en Cotta besloten uit praktische overwegingen de laatste weg te volgen. Terwijl ze de vallei beneden doortrokken vielen Ambiorix en zijn manschappen hen van boven in de heuvels aan en moordden het merendeel van de Romeinse militairen uit. Enkele tientallen Romeinse soldaten ontkwamen en bereikten de hoogteburcht Atuatuca levend. De volgende nacht naderden krijgers van Ambiorix de hoogteburcht en omsingelden deze. De Romeinse soldaten pleegden daarop zelfmoord uit angst voor de Eburoonse overmacht.

## Caesars wraak
Toen Rome en de Senaat weet kregen van deze nederlaag, zwoer Caesar alle stammen van de Belgae uit te roeien. Het was voor de Romeinen belangrijk om de andere bezette landen van het Romeinse Rijk te tonen dat het almachtige Romeinse leger niet zo makkelijk te verslaan was als het leek. Een enkele stam had een volledig Romeins legioen en 5 cohorten, dat is alles tezamen zo'n 7200 soldaten, verslagen. Ambiorix verenigde terzelfder tijd in 53 v.Chr. alle andere Belgische stammen om zich samen tegen de Romeinen te verzetten. Na zijn overwinning voegde Ambiorix' leger zich bij de Nervische strijdmacht en belegerde Cicero's winterkamp. De strijd duurde dagen, maar tegen de negen legioenen van ongeveer 50.000 getrainde soldaten die Caesar naar Belgica stuurde waren de Belgen niet opgewassen. De stammen werden afgeslacht of verdreven en hun akkers platgebrand. De Eburonen werden nagenoeg volledig uitgeroeid. Caesar vermeldt niet eensluidend op welke wijze zijn manschappen de stamleden uitmoordden. Historici vermoeden dat de Romeinse soldaten de Eburonen groepsgewijs bij elkaar dreven, doodstaken en hun lichamen in een rivier wierpen. In 58 v. Chr. had Caesar al een dergelijke methode ingezet tegen de opstand van de Helvetii. De Eburonen zijn later in de geschiedenis terug te vinden als Toxandriërs.

## De vlucht van Ambiorix over de Rijn
Ambiorix kon zich na Caesars wraakcampagne hoogstwaarschijnlijk met succes aansluiten bij één of meerdere Germaanse stammen. Caesar vermeldt dat hij en zijn manschappen intensief op de Eburoonse Koning gejaagd hebben en dat zij hem enkele keren zeer nauw op de hielen zaten in bosrijke omgeving. Volgens een (Keltische of Germaanse) informant zou Ambiorix gevlucht zijn naar een huis diep in de bossen. Caesar vermeldt niet of zijn manschappen dit huis gevonden hebben. Vervolgens vermeldt Caesar dat Ambiorix samen met enkelen van zijn getrouwen uiteindelijk ontkwam over de Rijn.
Het feitenrelaas van Caesar over de achtervolging van Ambiorix levert een buitengewoon beknopt beeld op. Dat komt vooral omdat Caesar nagenoeg geen details vermeldt van de gehele campagne. Hij vermeldt bijvoorbeeld geen namen van betrokken officieren. Evenmin wordt duidelijk welke tactische voorbereidingen zijn manschappen getroffen hadden om de vangst van Ambiorix tot een succes te kunnen maken.
Historici vermoeden dat de vlucht van Ambiorix verliep via de doorwaadbare plaats in de Maas nabij het huidige Maastricht, waarna deze noordwaarts getrokken moet zijn. Deze route moet zich in bosrijke omgeving hebben bevonden, hetgeen zou kunnen verklaren waarom Caesar vermeldt dat de achtervolging van Ambiorix in bossen plaatsvond. Ambiorix moet zich dan na de oversteek bij Maastricht via de bossen op de Maasterrassen verplaatst hebben in de richting van het huidige Sittard, om daar vervolgens direct naar het oosten af te buigen richting de Rijn. Deze route is grotendeels gelegen op lössbodems en droogvoets te bewandelen. Mogelijk maakte Ambiorix daarbij gebruik van bestaande handelsroutes, die hem snel bij een bestaande oversteekplaats over de Rijn brachten.

## Invloed van Ambiorix op opstanden in Germanië
De wapenfeiten van Ambiorix na de vlucht over de Rijn zijn onbekend. Historici zien echter veel tactische en strategische overeenkomsten tussen de aanslag van de Eburoonse troepen op het Romeinse legioen bij Atuatuca in het jaar 54 v. Chr. en de aanslag van de Cheruskische prins Arminius op de legioenen van Publius Quinctilius Varus in het jaar 9 na Chr. In beide gevallen betrof het een voorbereide aanval vanuit een hinderlaag op de achterflanken van een militair transport. Tevens betrof het een hinderlaag in een trechtervormig dal zonder ontsnappingsmogelijkheid voor de Romeinen. In beide gevallen werden de Romeinse troepen onder valse voorwendselen van de tegenstander in de hinderlaag gelokt. Ten slotte lagen de motieven van zowel de Eburoonse als Cheruskische opstandelingen in de buitensporige belasting van de Romeinen.
Het is daarmee mogelijk dat Ambiorix of diens officieren de slag nabij Atuatuca hebben besproken met Germaanse legerleiders, waarna elementen daarvan zijn overgenomen in toekomstige slagen tegen de Romeinen.

## Feit of fictie?
Het is niet zeker of Ambiorix echt bestaan heeft, omdat Julius Caesars "De Bello Gallico" de enige authentieke bron is waarin zijn naam vermeld wordt en alle historici hun documentatie uitsluitend hieruit hebben geput. Dit geldt voor alle informatie over de Gallische oorlogen. Sommige historici hebben gesuggereerd dat Caesar Ambiorix mogelijk verzonnen heeft om de afslachting van zijn troepen in Gallië te kunnen verantwoorden aan Rome. Dat zou dan betekenen dat de aanval op de Romeinen in zulke korte tijd en hevigheid plaatsvond, dat de officieren Sabinus en Cotta geen kans zagen om de commandostructuur van de tegenstander te doorgronden. Dat zou ook betekenen dat de aanval hoogstwaarschijnlijk vanuit een hinderlaag plaatsvond, mogelijk zelfs in een gebied met veel natuurlijke obstakels. Dat laatste zou dan in een bomen- of hagenrijk gebied moeten zijn. Caesar beschrijft een dergelijk terrein wel in zijn boek, echter hij treedt niet in details over de exacte terreingesteldheid. Het benoemen (en dus verzinnen van een leider) heeft in dit geval dan het voordeel dat Caesar dan kan verbergen dat hij en zijn officieren de commandostructuur niet konden doorgronden.
Menig historicus acht deze theorie onwaarschijnlijk, aangezien Caesar en zijn officieren getuigen (de soldaten) moeten hebben gehad die het tegendeel konden beweren en het geheel met ooggetuigenverklaringen zouden kunnen toelichten en verklaren. Bovendien vragen critici van bovenstaande theorie zich af hoe die 7200 soldaten dan zijn verdwenen. De bezetting van Atuatuca bestond uit één legioen en vijf cohorten. Een Romeins legioen bestond uit 10 cohorten van elk ongeveer 480 man, hieruit volgt dus dat in deze vallei een legermacht ter grootte van ongeveer 7200 manschappen werd gedood.
Tevens is het een open vraag hoe Caesar uit de nederlaag van zijn troepen een praktisch voordeel had kunnen halen door er een fictieve oorzaak rond te verzinnen. Een suggestie die sommige historici als reactie op deze kritiek hebben gegeven is dat Caesar hiermee kon pronken over hoe moeilijk het was de Galliërs te verslaan, waardoor zijn definitieve overwinning nog ongelofelijker zou lijken.
Het feit dat juist nagenoeg alle soldaten (inclusief ondersteunende krachten) stierven tijdens de hinderlaag en in de nasleep, kan derhalve echter ook juist door de afwezigheid van getuigen verklaren waarom Caesar de vrijheid zou kunnen hebben gehad om de persoon Ambiorix te verzinnen. Caesar legerde in het daarop volgende voorjaar een nieuw legioen van jonge infanteristen en cavaleristen in de Po-regio. Ook de ondersteunende troepen (Auxilia) waren nieuw, evenals de officieren. Dat zou dan kunnen betekenen dat Caesar zijn officieren in het voorjaar van 53 v. Chr. reeds inlichtte over de nederlaag door toedoen van de fictieve persoon Ambiorix. Dat zou ook kunnen verklaren waarom de beschrijving van de 'wraakactie' op Ambiorix zelf, nogal onsamenhangend overkomt. In zijn verslag wekt Caesar de schijn dat de achtervolging van de persoon Ambiorix door een klein groepje cavaleristen plaatsvond. Aangezien de beschreven inspanning van Caesar niet in verhouding staat tot de door Ambiorix aangerichte schade, is dit mede een extra reden om te twijfelen aan het feitelijke bestaan van de persoon Ambiorix.
De vraag of Ambiorix nu werkelijk bestaan heeft, laaide in 2005 weer op toen hij genomineerd werd voor de titel van De Grootste Belg. Hoe dan ook, historici en fans van Belgische folklore gaan er over het algemeen van uit dat Ambiorix wel degelijk ooit geleefd heeft.
Ambiorix was volgens Caesar een uitverkorene voor het opperleiderschap van de Eburonen, echter hij deelde dat leiderschap ten tijde van Caesar's proconsulschap met Catuvolcus. Caesar maakt niet duidelijk of Catuvolcus familie is van Ambiorix, echter de meeste historici beschouwen Ambiorix als de militaire leider van de Eburonen en Catuvolcus als de 'zittende vorst'. Dat laatste is vooral aannemelijk omdat Catuvolcus mogelijk ouder was dan Ambiorix. Sommige historici beschouwen Ambiorix dan ook als 'prins' in tegenspraak met de woorden van Caesar zelf. Caesar beschrijft Ambiorix' rol binnen de stam der Eburonen als 'koning' en metgezel van Catuvolcus. De rol van Ambiorix binnen de stam der Eburonen wordt vooral in het licht van Caesar's eigen woorden iets duidelijker. Zo benadrukt Caesar dat legioencommandanten Sabinus en Cotta er in een onderhoud met Ambiorix op gewezen zouden zijn dat hijzelf (Ambiorix) geen macht had over het handelen van zijn eigen strijders. Dit zou dan een hiërarchische structuur binnen de Gallische troepen der Eburonen uitsluiten, evenals Ambiorix' status als generaal. Dat maakt het redelijk aannemelijk dat Ambiorix daadwerkelijk koning was binnen de stam der Eburonen.

## Uiterlijk en persoonlijkheid

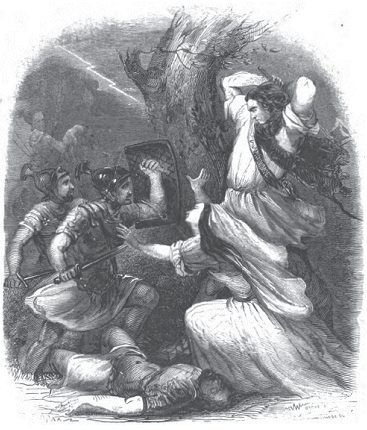
Ambiorix verbeeld in 1841 op een illustratie bij het heldendicht van Joannes Nolet de Brauwere van Steeland

Niemand weet hoe Ambiorix er werkelijk uitzag. Zijn standbeeld in Tongeren, geplaatst op 5 september 1866, is een romantische voorstelling van hoe hij eruit zou kunnen hebben gezien aan de hand van latere verslagen van Romeinse geschiedschrijvers. Uit de geschriften van Caesar kan een ondergeschikt beeld van Ambiorix' persoonlijkheid worden afgeleid. Dit omdat de stam (pagus) van Ambiorix, de Eburonen, ondergeschikt was aan de Atuatuken. De Eburonen waren zelfs schatplichtig aan de Atuatuken, hetgeen omstreeks 55 v. Chr. om nog onbekende redenen kwam te vervallen.
Mogelijk is een vooralsnog onbekende, onderlinge oorlog tussen beide stammen in het voordeel van de Eburonen uitgevallen. Ook is het mogelijk dat de rijkdom van de Eburonen fors toenam door hetzij een grote vondst van kostbare grondstoffen, hetzij een landbouwkundige revolutie. Aangezien Ambiorix door Caesar in al zijn geschriften rondom de slag rond Atuaca prominent genoemd wordt, moet hij een aristocratische achtergrond hebben gehad met diepgewortelde familiebanden binnen de stam der Eburonen.
Ambiorix is minstens tweemaal aanwezig geweest op een landdag die door Caesar werd georganiseerd. Ter plaatse hoorde hij samen met andere Gallische leiders de verhoogde belasting van de Romeinen. Het was dan de taak van de Gallische delegatie om deze eisen over te brengen op de stam en de stamoudsten. Het is daarmee allerminst zeker dat Ambiorix de bron was van een opstand, aangezien hij in deze minimaal slechts een boodschapper was.

## Nalatenschap
Caesar schreef over Ambiorix in het verslag over zijn veldslagen tegen de Galliërs: "De Bello Gallico". In die tekst schreef hij ook de beroemde woorden: De Belgae zijn de dappersten aller Galliërs ("...Horum omnium fortissimi sunt Belgae..."). Deze zin werd na de onafhankelijkheid van België in 1830 vaak op anachronistische wijze geciteerd als De Belgen zijn de dappersten aller Galliërs. Caesar bedoelde onder de verzamelnaam Belgae de stammen die in het toenmalige Belgica leefden, terwijl België als staat nog niet bestond.
Ambiorix werd tot in de 19e eeuw vergeten. Toen België in 1830 onafhankelijk werd, besloot de Belgische regering in het nationale verleden te spitten naar historische figuren die als nationale helden konden dienen. In Caesars verslag over de Gallische oorlogen; "De Bello Gallico" stuitte men op Ambiorix en zijn daden. De dichter Joannes Nolet de Brauwere van Steeland vestigde in 1841 met een lyrisch epos de aandacht op deze Ambiorix. Op 5 september 1866 werd vervolgens een standbeeld van Ambiorix opgericht op de Grote Markt van Tongeren. Er is geen zekerheid of hij ooit in Tongeren geweest is. De verwijzing van Julius Caesar in "De Bello Gallico" naar Atuatuca als de plaats waar deze feiten zich afspeelden en de oorspronkelijke naam van Tongeren (Atuatuca Tungrorum) liet vermoeden dat het hier Tongeren betrof. Om deze reden nam het Tongers Oudheidkundig Genootschap in 1860 het initiatief voor het plaatsen van een Standbeeld van Ambiorix in deze stad.
Ambiorix is tegenwoordig een van de beroemdste figuren uit de (Keltische) geschiedenis van België. Veel bedrijven, cafés en frituren hebben zich naar hem genoemd. Hij is ook in een aantal stripverhalen opgedoken. In album nr.130 van Jommeke; Het geheim van Ambiorix bijvoorbeeld. In de verhalen van Suske en Wiske blijkt Lambik een oud Belgisch stamhoofd als voorvader te hebben gehad, genaamd Lambiorix, tevens de naam van het stripalbum. En in De Krimson-crisis (1988) worden Ambiorix en zijn mannen samen met andere Vlaamse historische figuren met de teletijdmachine naar het heden geflitst om Suske en Wiske te helpen in hun strijd tegen Krimson.
In Asterix en de Belgen besluiten Asterix, Obelix, Idefix en Abraracourcix naar Belgica te gaan omdat ze gehoord hebben dat Caesar "de Belgen" dapperder vindt dan hen, de Galliërs. Het Belgische stamhoofd dat ze daar ontmoeten, Vandendomme (in de originele versie "Gueuzelambix") lijkt zelfs wat op moderne voorstellingen van Ambiorix.
Ter ere van Ambiorix organiseerde beeldend kunstenaar Guy Bleus, in opdracht van het Stadsbestuur van Tongeren, een mail art project waarbij 376 kunstenaars uit 40 landen hun artistieke visies gaven op de strijdfiguur van Ambiorix. De tentoonstelling was te zien tijdens de zomer van 2000 in het Cultuurcentrum De Velinx van Tongeren.
In 2005 werd Ambiorix een van de 111 genomineerden voor de titel De Grootste Belg. Hij eindigde in de Waalse versie op de vijftigste en in de Vlaamse op de vierde plaats.
Het 350e Squadron RAF van de Belgische Luchtcomponent van Defensie heeft Ambiorix als mascotte.

## Antieke bronnen
- Caes., Commentarii Rerum in Galliae gestarum V 26-51, VI 29-43, VIII 24. (pop. benaming: Commentarii de bello Gallico)
- Florus, Epitome de T. Livio Bellorum omnium annorum, III 10.
- Liv., Ab Urbe Condita, CVI.
- Cass. Dio, Romeinse geschiedenis, XL 5-11.